# Saint-Loubès
 Saint-Loubès  es una población y comuna francesa, situada en la región de Aquitania, departamento de Gironda, en el distrito de Burdeos y cantón de Carbon-Blanc.

## Demografía
| 3068 | 3328 | 4027 | 4956 | 6207 | 7090 | 10,005 |
| Para los censos de 1962 a 1999 la población legal corresponde a la población sin duplicidades (Fuente: INSEE [Consultar]) |      |      |      |      |      |        |